# Sông dài (phim truyền hình)
Sông dài là một bộ phim truyền hình được thực hiện bởi Công ty Sóng Vàng do Trương Dũng làm đạo diễn. Phim được chuyển thể từ vở cải lương cùng tên của soạn giả Hà Triều và Hoa Phượng. Phim phát sóng vào lúc 21h00 từ thứ 2 đến thứ 6 hằng tuần, bắt đầu từ ngày 1 tháng 8 năm 2013 và kết thúc vào ngày 24 tháng 9 năm 2013 trên kênh VTV9.

## Nội dung
Sông dài xoay quanh Lượm (Vân Trang), một cô gái có số phận bi thương khi bị mẹ bỏ rơi từ khi còn nhỏ với đôi mắt mù vì kiến vàng cắn. Mặc kệ những lời dị nghị hay ánh mắt gièm pha từ mọi người, ông Hai Tuất (NSƯT Thanh Nam) đã quyết định nhận Lượm làm con và nuôi nấng cô trưởng thành. Tuổi thơ của Lượm là kết bạn cùng Niễng (Quý Bình), cậu bé có một chân khập khiễng nhưng thật thà, chất phác. Trong một lần cứu Lượm thoát chết khỏi cơn hỏa hoạn, Niễng bị vết sẹo trên mặt. Dù sau đó mối quan hệ này bị ngăn cản, anh vẫn quyết tâm tìm cho bằng được Lượm; trùng hợp thay, Niễng lại gặp bà Hạnh Hòa (Hoàng Trinh), một người phụ nữ sắc sảo nhưng hiếm muộn, là người mẹ đã bỏ rơi Lượm năm xưa...bà đã tìm cách nhận lại Lượm và chữa lành đôi mắt cho con. tuy nhiên bà lại quyết định số phận của con mình khi bả gả Lượm cho một nhà quyền quý, ra sức ngăn cản tình cảm thanh mai trúc mã của Lượm và Niễng, nhưng sau tất cả các con đã biết mọi chuyện, Lượm hiểu ra và trở về quê cùng với Niễng sống một đời hạnh phúc đơn sơ tuy nghèo mà hạnh phúc.

## Diễn viên
- Quý Bình trong vai Niễng[5]
- Vân Trang trong vai Lượm
- NSƯT Thanh Nam trong vai Ông Hai Tuất
- Tuyết Thu trong vai Bà Mười Một
- Hoàng Trinh trong vai Bà Hạnh Hoà
- Hạnh Thúy trong vai Bà Hai Nhếch
- Huỳnh Anh Tuấn trong vai Ông Tấn Phát
- Uyên Trinh trong vai Bà Thảo
- Hồ Giang Bảo Sơn trong vai Ông Hai Tuất (lúc trẻ)
- Khánh Hiền trong vai Bà Hạnh Hoà (lúc trẻ)
- Ngọc Châu trong vai Bà Mười Một (lúc trẻ)
- Chế Nguyễn Quỳnh Châu trong vai Bà Hai Nhếch (lúc trẻ)
- Lam Tuyền trong vai Bà Ba Dần
- Hà Trí Quang trong vai Đức Thịnh
- Phúc An trong vai Bảo Trân
- Thu Trang trong vai Tú Nhi

Cùng một số diễn viên khác...

## Nhạc phim
- Sông dài

Sáng tác: Ngọc Sơn
Thể hiện: Lam Tuyền
- Mưa lòng

Sáng tác: Ngọc Sơn 
Thể hiện: Quý Bình

## Giải thưởng
| Năm  | Giải thưởng   | Hạng mục                                | (Người) đề cử | Kết quả   | Tham khảo   |
| ---- | ------------- | --------------------------------------- | ------------- | --------- | ----------- |
| 2013 | Giải Mai Vàng | Nữ diễn viên truyền hình                | Vân Trang     | Đề cử     | [ 6 ] [ 7 ] |
| 2014 | Ngôi Sao Xanh | Nữ diễn viên phim truyền hình xuất sắc  | Vân Trang     | Đoạt giải | [ 8 ]       |
| 2014 | Ngôi Sao Xanh | Nam diễn viên phim truyền hình xuất sắc | Quý Bình      | Đoạt giải | [ 8 ]       |